# Barkly West
Barkly West – miasto w Republice Południowej Afryki, w Prowincji Przylądkowej Północnej.
Miasto jest przedmieściem Kimberley. Zostało założone w roku 1869, jako Klip Drift. Miasto nazwane zostało później na cześć sir Henriego Barkly, gubernatora Kolonii Przylądkowej w latach 1870–1877.
W Barkly West dorastała pisarka Gertrude Millin.
Posłem do parlamentu Kolonii Przylądkowej z Barkly West był Cecil Rhodes.